# Siegmund L’Allemand
Siegmund L’Allemand (ur. 8 marca 1840 w Wiedniu, zm. 24 grudnia 1910 tamże) – austriacki malarz batalista.

## Życiorys
Pierwsze lekcje malarstwa pobierał u swojego stryja, Fritza L’Allemanda, malarza historycznego. Studiował w Akademii Sztuk Pięknych w Wiedniu pod kierunkiem Christiana Rubena i Karla von Blaasa.
W 1864 roku został członkiem Künstlerhaus Wien. Później tego roku służył w armii austriackiej jako malarz batalista podczas II wojny w Szlezwiku. Dwa lata później służył na tym samym stanowisku w trzeciej wojnie o niepodległość Włoch, będącej częścią wojny prusko-austriackiej, i brał udział w bitwie pod Custozą.
Po 1883 roku był profesorem wiedeńskiej Akademii. W październiku 1907 roku, będąc członkiem komisji egzaminacyjnej, której przewodniczył Christian Griepenkerl, głosował za odrzuceniem podania Adolfa Hitlera o przyjęcie do Akademii. Jego uczniami byli m.in. Karl Borschke, Franz Čižek, Constantin Damianos, Josef Danilowatz, Georg Drah, Tom von Dreger, Leonhard Fanto, Karl O'Lynch of Town.
Otrzymał liczne nagrody, m.in. medal na Exposition universelle de 1867, Reichel-Preis Akademii Wiedeńskiej w 1876 roku oraz medal Karola Ludwiga w 1879 roku. Wiele jego prac jest wystawionych w Heeresgeschichtliches Museum w Wiedniu; w szczególności monumentalny portret Ernsta Gideona von Laudona, który powstał na Exposition universelle de 1878.
Został pochowany w Cmentarzu Centralnym w Wiedniu.

## Twórczość
Malował sceny batalistyczne i historyczne, sceny rodzajowe oraz portrety. Ukończył niedokończone obrazy swojego stryja Fritza po jego śmierci w 1866 roku.
Współcześnie dzieła Siegmunda l’Allemanda są w ofertach domów aukcyjnych. Najwyższą od 2020 roku cenę 3.998 dolarów uzyskano ze sprzedaży w 2021 roku w wiedeńskim Dorotheum obrazu Erzherzog Karl führt das Regiment Zach in die Schlacht von Aspern (1858).

## Galeria

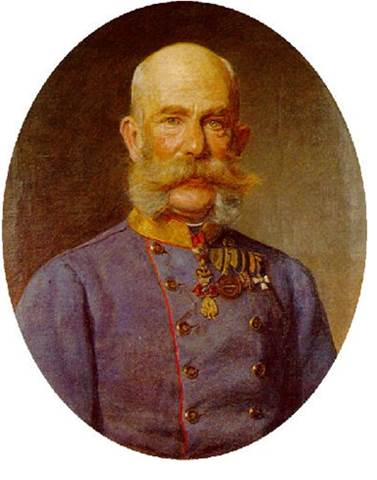
Kaiser Franz Joseph I. vom Österreich in Feldmarschallsuniform, dekoriert mit dem Orden vom Goldenen Vlies (1891); olej na płótnie, 66×53 cm
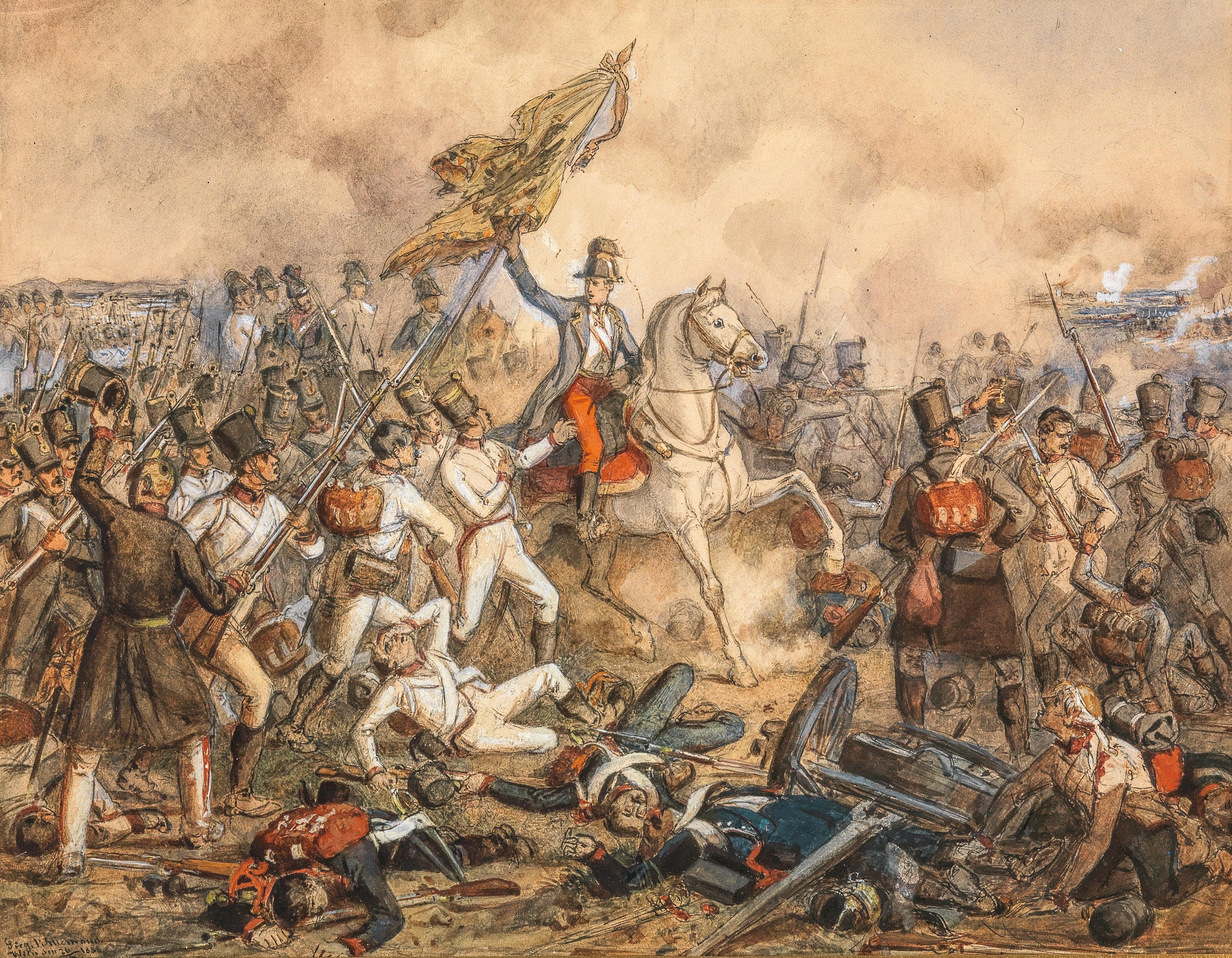
Erzherzog Karl führt das Regiment Zach in die Schlacht von Aspern (1858); akwarela na papierze, 32×40 cm; Dorotheum, Wiedeń
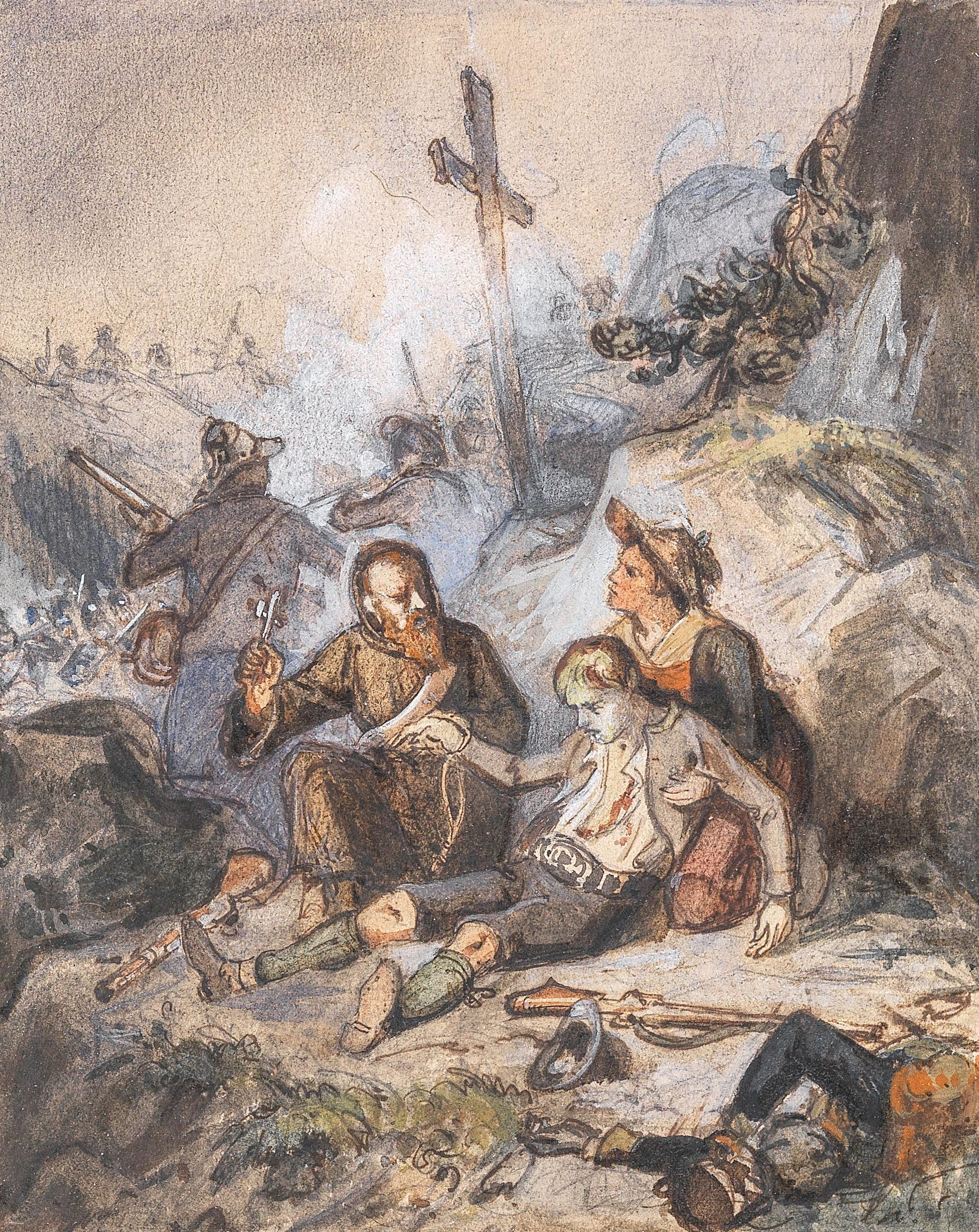
Pater Haspinger bei einem verwundeten jungen Tiroler (1859); akwarela na papierze, 16×13 cm; Dorotheum, Wiedeń
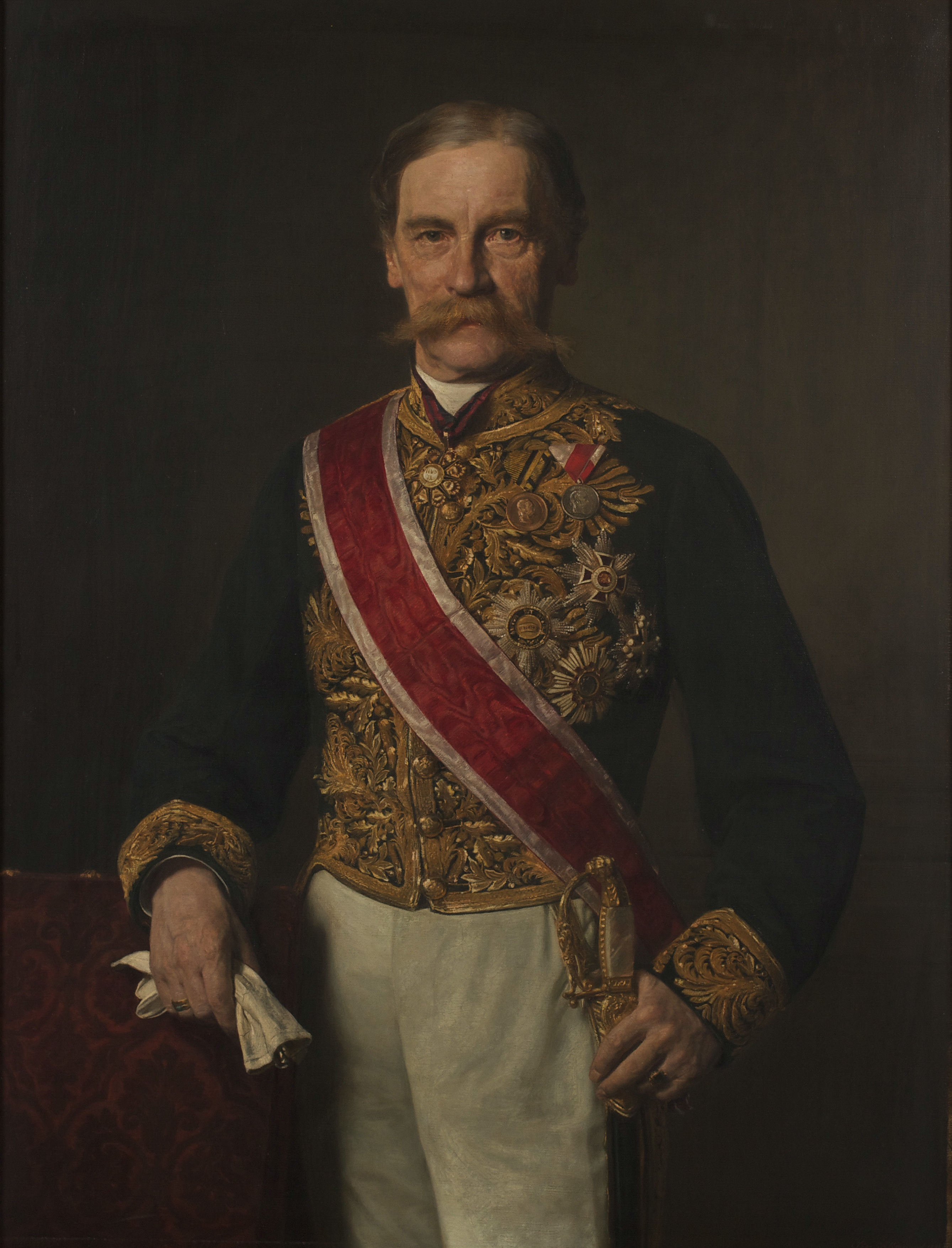
Karl Siegmund Graf von Hohenwart (1892); olej na płótnie, 110×86 cm; Österreichische Galerie Belvedere, Wiedeń
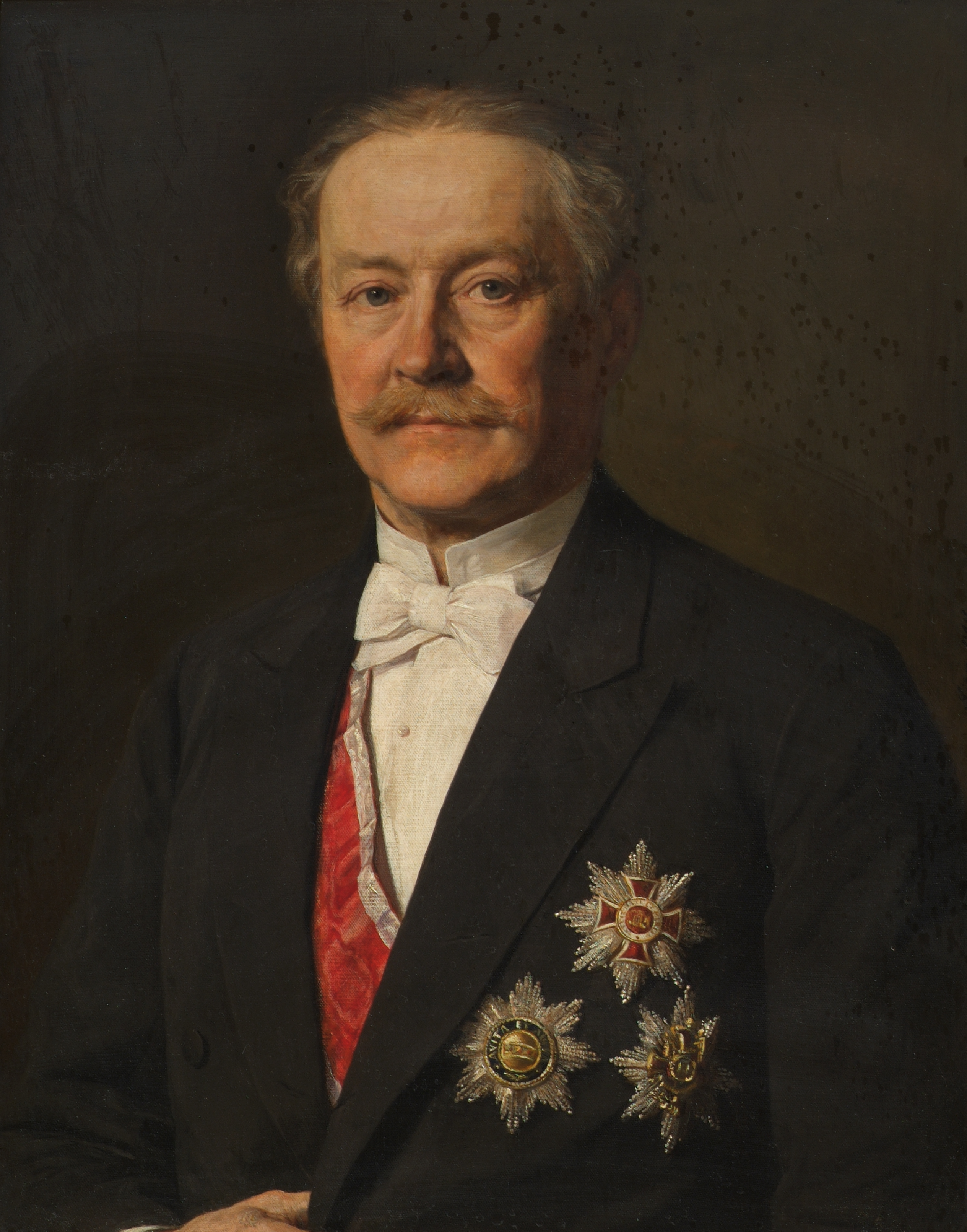
Sigmund Conrad Freiherr von Eybesfeld (1886); olej na płótnie, 73×59 cm; Österreichische Galerie Belvedere, Wiedeń
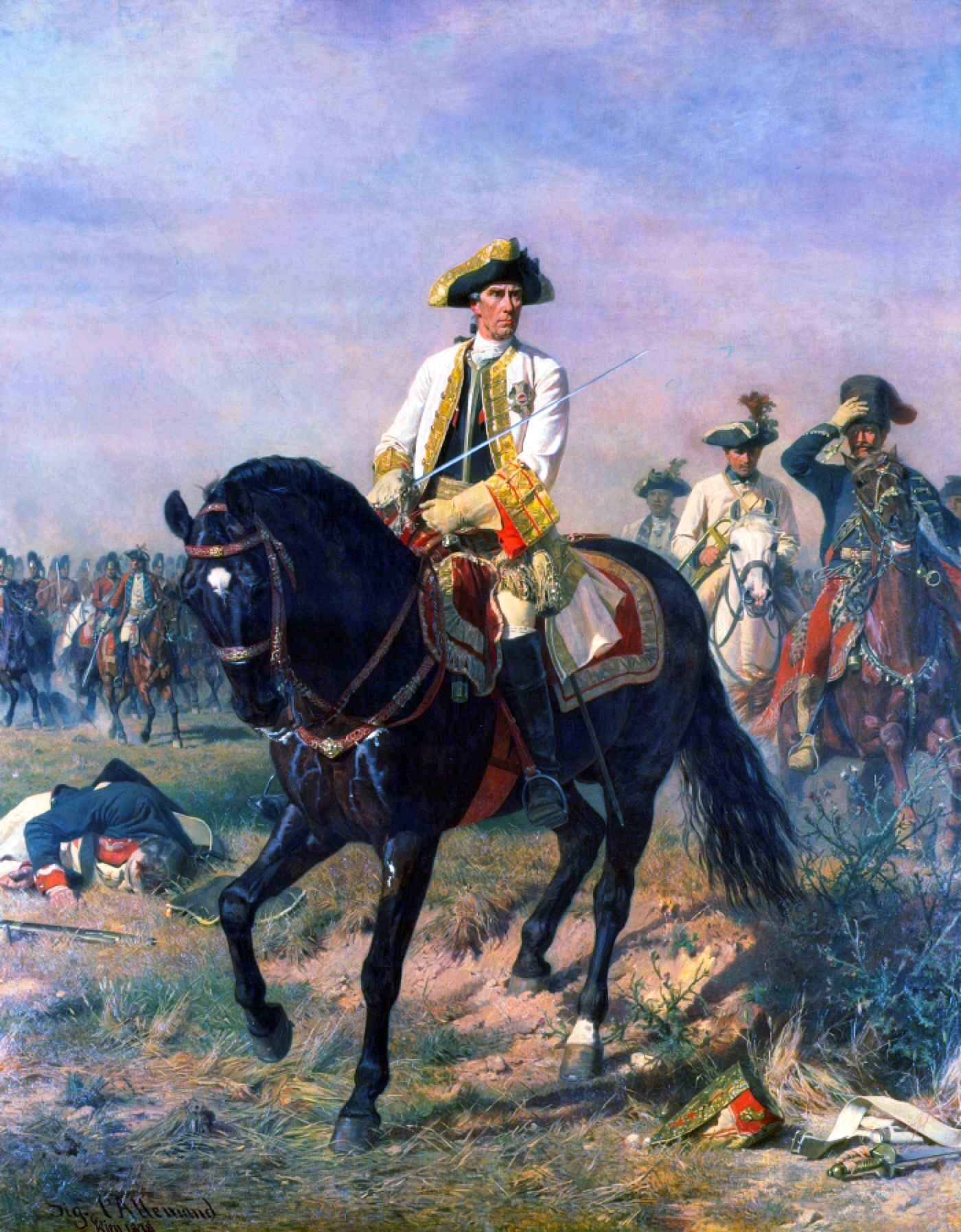
Gideon von Laudon Kunersdorf (1878); olej na płótnie; Heeresgeschichtliches Museum, Wiedeń